# Unità Nazionale (Perù)
Unità Nazionale (in spagnolo: Unidad Nacional) è una coalizione di partiti politici peruviani di tendenza centrista fondata nel 2001 dalla leader democristiana Lourdes Flores Nano del PPC.

## Partiti membri
I partiti membri che costituiscono l'alleanza sono:
- Partito Popolare Cristiano. Partito politico erede della Democrazia cristiana del Perù, incarnante il cosiddetto socialismo cristiano. Durante il primo governo dell'aprista Alan García (1985-1990) fino alla fine del regime di Alberto Fujimori si era caratterizzato come partito vicino alle posizioni del neoliberismo e molto critico della politica socialista dell'APRA. Rimasto all'opposizione durante il governo del primo indios al potere in Perù Alejandro Toledo e nel secondo governo di Alan García accusandoli di essere troppo conservatori ed essere presidenti dei ricchi (presidentes de los ricos). A partire dal 2007 la coalizione ha cambiato parte delle sue posizioni politiche specialmente nell'ambito economico caratterizzandosi più a centrosinistra del Partito Aprista Peruviano.
- Partito di Solidarietà Nazionale. Partito politico di centro liberale fondato dall'attuale sindaco di Lima Luis Castañeda nel 1994. Il partito si ispira all'umanesimo cristiano.

## Crisi dell'alleanza
Molti membri del Partito Popolare Cristiano hanno espresso i loro dubbi riguardo all'alleanza, a causa delle sconfitte elettorali del 2001 e del 2006, sebbene di misura. Molti hanno proposto al PPC una svolta solitaria e più di centro se non addirittura di centrosinistra.
| Controllo di autorità | VIAF (EN) 291852318 · LCCN (EN) n2004096064 |